# Hawiku
Hawiku war die erste Stadt der Puebloindianer, die im 16. Jahrhundert von den Spaniern erobert wurde.
Vor dem Angriff der Spanier lebten die Menschen von der Landwirtschaft, der Jagd und dem Handel mit anderen Stämmen. Eine begehrte Handelsware waren die Büffelfelle und das Leder der Büffelhäute. Die Einwohner handelten auch mit Türkis, Mais, Bohnen und Melonen.

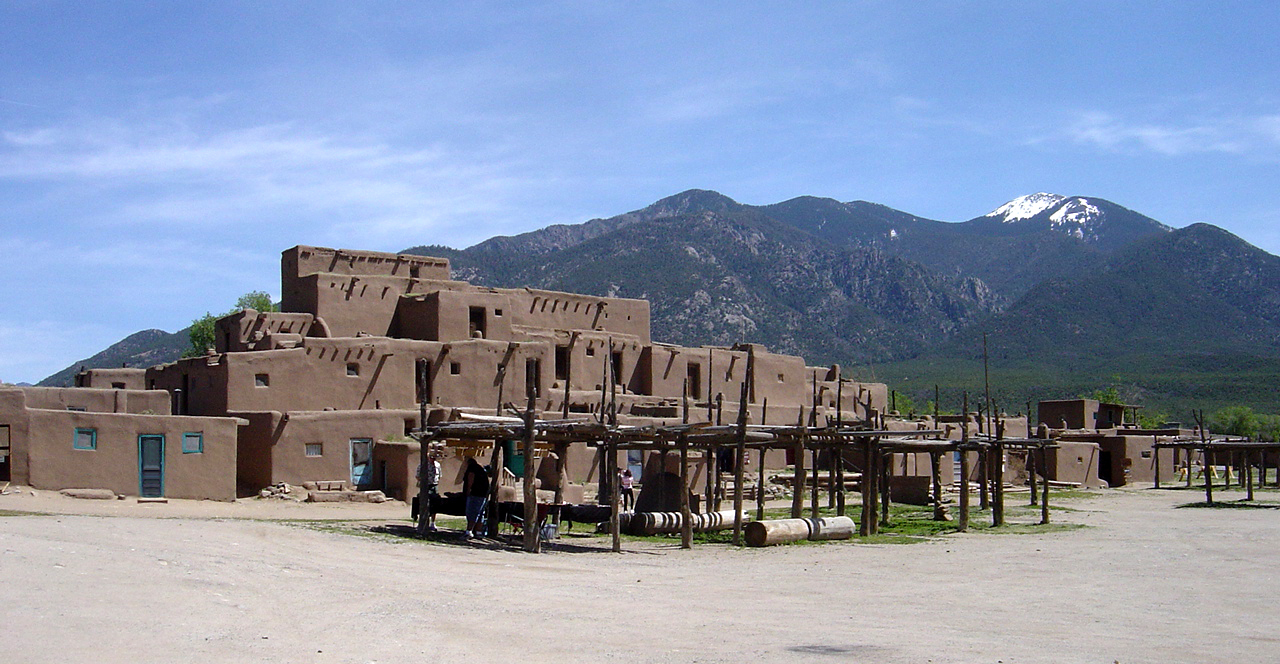
Dies ist ein Bild vom heutigen Taos-Pueblo. Die Stadt Hawiku dürfte ähnlich ausgesehen haben.

## Die Schlacht
Gerüchte und falsch interpretierte Informationen über ein reiches Land im Norden von Neuspanien (Mexiko) hatten 1540 den Coronado-Feldzug ausgelöst. Mit weniger als 100 erschöpften Soldaten stand Francisco Vásquez de Coronado einer Übermacht von mehreren hundert Zuñi-Kriegern gegenüber. Sie hatten eine reiche, große Stadt erwartet und standen nun vor einem Dorf aus mehrstöckigen Lehmhäusern. Doch die Spanier hatten keine Wahl; sie mussten diesen Ort erobern, wenn sie nicht verhungern wollten. So wie es zu dieser Zeit üblich war, verlasen die Spanier das Requerimiento, in dem den Einheimischen eine verkürzte Geschichte der Welt als Gottes Schöpfung, Adam und Eva, dem Heiligen Petrus und dem Papst als seinem Nachfolger erklärt wurde, der die Neue Welt einschließlich ihres Ortes rechtmäßig dem Reich von Kaiser Karl V. zur Mission übertragen habe. Sie sollten Frieden halten und den christlichen Glauben annehmen, dann würde ihnen nichts geschehen, denn wenn sie die spanische Krone als "Könige und Herren" friedlich anerkennen, sollten sie "in Zuneigung und Barmherzigkeit" aufgenommen werden. Im Falle der Zuwiderhandlung wurde ihnen Krieg, Sklaverei, Verwüstung und Tod angedroht. Doch die Zuñi-Indianer schenkten weder den Spaniern noch den Dolmetschern Gehör. Sie drohten den Fremdlingen mit ihren Waffen und ließen ihr Kriegsgeschrei erschallen.
Nachdem die Proklamation verlesen war und die Kutte eines Paters von einem Pfeil getroffen wurde, griffen die Spanier an. Sie zwangen die zahlenmäßige Übermacht zum Rückzug. Dabei töteten sie mehrere Zuñi. Die Verteidiger verbarrikadierten sich in ihrem Pueblo und warfen mit Steinen von den flachen Dächern auf die Angreifer. Dabei richtete sich ihr Hauptaugenmerk auf den spanischen Anführer Coronado, der leicht an seiner vergoldeten Rüstung zu erkennen war. Mehrfach wurde er von Steinen und Pfeilen getroffen. Nur sein guter Helm und der persönliche Einsatz seiner Offiziere García López de Cárdenas und Hernando de Alvarado retteten ihm das Leben. Kein Spanier kam bei diesem Kampf ums Leben. Schon nach wenigen Stunden war die Schlacht entschieden und die Einheimischen flüchteten. Die Spanier besetzten Hawiku und plünderten die Häuser, wobei sie die Vorräte der Bewohner entdeckten. Die Indianer kamen zu Verhandlungen zurück, überreichten den Spaniern Geschenke und baten um Frieden.
Coronado genas schnell von seinen Wunden und nutzte Hawiku als Stützpunkt zur Erforschung der Umgebung. Die Spanier eroberten fast den gesamten Südwesten der heutigen USA. Coronado teilte die kleine Gruppe öfter und schickte Reitertrupps in alle Himmelsrichtungen aus. So erreichte García López de Cárdenas den Grand Canyon und Hernando de Alvarado das Tal des Rio Grande. Den Winter verbrachte die Armee in Tiguex, einer anderen Pueblo-Stadt. Im Jahr darauf verließen sie die Gegend um Hawiku und kehrten nach Neuspanien zurück. Nur ein paar Priester und einige Indianer aus dem Süden blieben dort. Die meisten wurden nach dem Abzug der Armee jedoch von den Zuñi getötet.

## Historie
Seit dem Oktober 1960 hat Hawiku den Status eines National Historic Landmarks. Die Hawikuruine wurde im Oktober 1966 als schützenswerte Stätte in das National Register of Historic Places eingetragen. Seit Februar 1974 ist sie Contributing Property des Zuni-Cibola Complex; dies ist ein Historic District, der sich 20 km südwestlich des Ortes Zuñi, (New Mexico) auf dem Zuñi Indianerreservat befindet. Hawiku war von allen Zuñi Pueblos die größte Ansiedlung. Sie wurde im 11. Jahrhundert gegründet. Im Jahre 1680 gründeten die Spanier hier eine Mission, die sie La Purisima Concepcíón nannten. Diese Mission wurde während des großen Puebloaufstandes zerstört, als sich die Pueblo-Indianer gegen die Spanier erhoben. Nach diesem Ereignis wurde Hawiku verlassen.